# Kombol
Kombol (persiska: كُنبُل, کمبل) är en ort i Iran.   Den ligger i provinsen Kohgiluyeh och Buyer Ahmad, i den centrala delen av landet, 600 km söder om huvudstaden Teheran. Kombol ligger 677 meter över havet och antalet invånare är 374.
Terrängen runt Kombol är kuperad söderut, men norrut är den platt. Kombol ligger nere i en dal. Runt Kombol är det ganska glesbefolkat, med 45 invånare per kvadratkilometer. Närmaste större samhälle är Dogonbadan, 5,7 km norr om Kombol. Omgivningarna runt Kombol är i huvudsak ett öppet busklandskap.